# 保羅·萊恩
保罗·戴维斯·瑞安（英語：Paul Davis Ryan，1970年1月29日—）是美国共和黨籍的政治人物，威斯康星州出身，曾任眾議院議長、聯邦眾議員。曾於2012年总统大选提名为共和党副總統候选人，被視為当时共和黨的明日之星。萊恩的議長任期經歷巴拉克·歐巴馬、唐納德·川普兩任總統。2019年3月起擔任福斯公司董事。

## 政治生涯
瑞安在威斯康星州簡斯維爾的憐憫健康和創傷中心出生，他是保羅萊恩和伊麗沙伯的兒子。后来在俄亥俄州的邁阿密大學获得经济学和政治学学士学位。
20世纪90年代中后期，他先后担任美国威斯康星州的参议员鲍勃·卡斯滕（Bob Kasten）的助手、堪薩斯州参议员萨姆·布朗巴克的立法助理、1996年共和党副总统候选人杰克·肯普的纽约撰稿人。
1998年，瑞安在美国众议院大选中获胜，接替共和党人马克·纽曼（Mark Neumann）成为众议院议员。瑞安曾任众议院预算委员会主席，为共和党的预算提案起到突出作用。2011年4月，瑞安提出一个作为总统奥巴马2012年预算提案的替代计划，其中包括医疗保险的重大变化。瑞安是青春戰士项目（Young Guns Program）的三个联合创始人之一。
2012年8月11日，萊恩被选为米特·罗姆尼的副总统竞选搭档，後於11月的大选中敗給尋求連任的總統歐巴馬及副總統拜登，但仍然保留了众议员的职位。
2015年10月29日，萊恩接替约翰·博纳出任美國眾議院第54任議長。
2018年4月11日，萊恩宣布於中期選舉後退休，不再尋求連任，結束20年的眾議院生涯。

## 个人生活
2000年12月瑞安与税务律师Janna Little结婚，现在他们与三个孩子Elizabeth Anne，Charles Wilson和Samuel Lowery一起生活。瑞安信仰天主教。
瑞安是一位健身爱好者，他的父亲、祖父和曾祖父都在50多岁因心脏病而死亡。他是美式足球队绿湾包装工的球迷。